# Плуагат (кантон)
Плуага́т (фр. Plouagat) — упраздненный кантон во Франции, в регионе Бретань, департамент Кот-д’Армор. Входил в состав округа Генган.
Код INSEE кантона — 2235. Всего в кантон Плуагат входило 7 коммун, из них главной коммуной являлась Плуагат.
Население кантона на 2006 год составляло 6 350 человек.

## Коммуны кантона
| Коммуна            | Население, чел. (1999) | Почтовый индекс | Код INSEE |
| ------------------ | ---------------------- | --------------- | --------- |
| Бренголо           | 304                    | 22170           | 22019     |
| Гудлен             | 1357                   | 22290           | 22065     |
| Ланродек           | 843                    | 22170           | 22116     |
| Плуагат            | 2221                   | 22170           | 22206     |
| Сен-Жан-Керданьель | 461                    | 22170           | 22304     |
| Сен-Певер          | 328                    | 22720           | 22322     |
| Сен-Фьякр          | 197                    | 22720           | 22259     |